# Plaza de la Virgen
La plaza de la Virgen (en valenciano: plaça de la Mare de Déu), antiguamente también plaza de la Catedral (en valenciano: plaça de la Seu) es una plaza de la ciudad española de Valencia. Situada en un lugar central de la ciudad, es la heredera del antiguo foro de la Valentia romana. A su alrededor se encuentran tres de los edificios emblemáticos de la ciudad: la Catedral de Santa María, la Basílica de la Virgen de los Desamparados y el Palacio de la Generalidad. 

## Localización y descripción

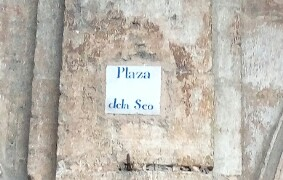
Placa del viejo nombre de plaza, en la Obra Nueva de la Catedral

La plaza de la Virgen se encuentra en el distrito de Ciutat Vella, en el barrio de La Seu. La plaza tiene forma irregular, aunque tiende a ser un cuadrilátero. Es totalmente peatonal. Está limitada, al este, por la Basílica de la Virgen de los Desamparados; al oeste, por los jardines del Palacio de la Generalidad y por un edificio de viviendas particulares; al norte, también por edificios de viviendas particulares; al sur, por la Catedral y por la llamada Casa Vestuario, que sirve de lugar de reunión a los miembros del Tribunal de las Aguas antes y después de sus sesiones ante la Puerta de los Apóstoles de la catedral. En la fachada de la Casa Vestuario se encuentra una placa conmemorativa de la visita a la plaza del papa Juan Pablo II, el 8 de diciembre de 1982.

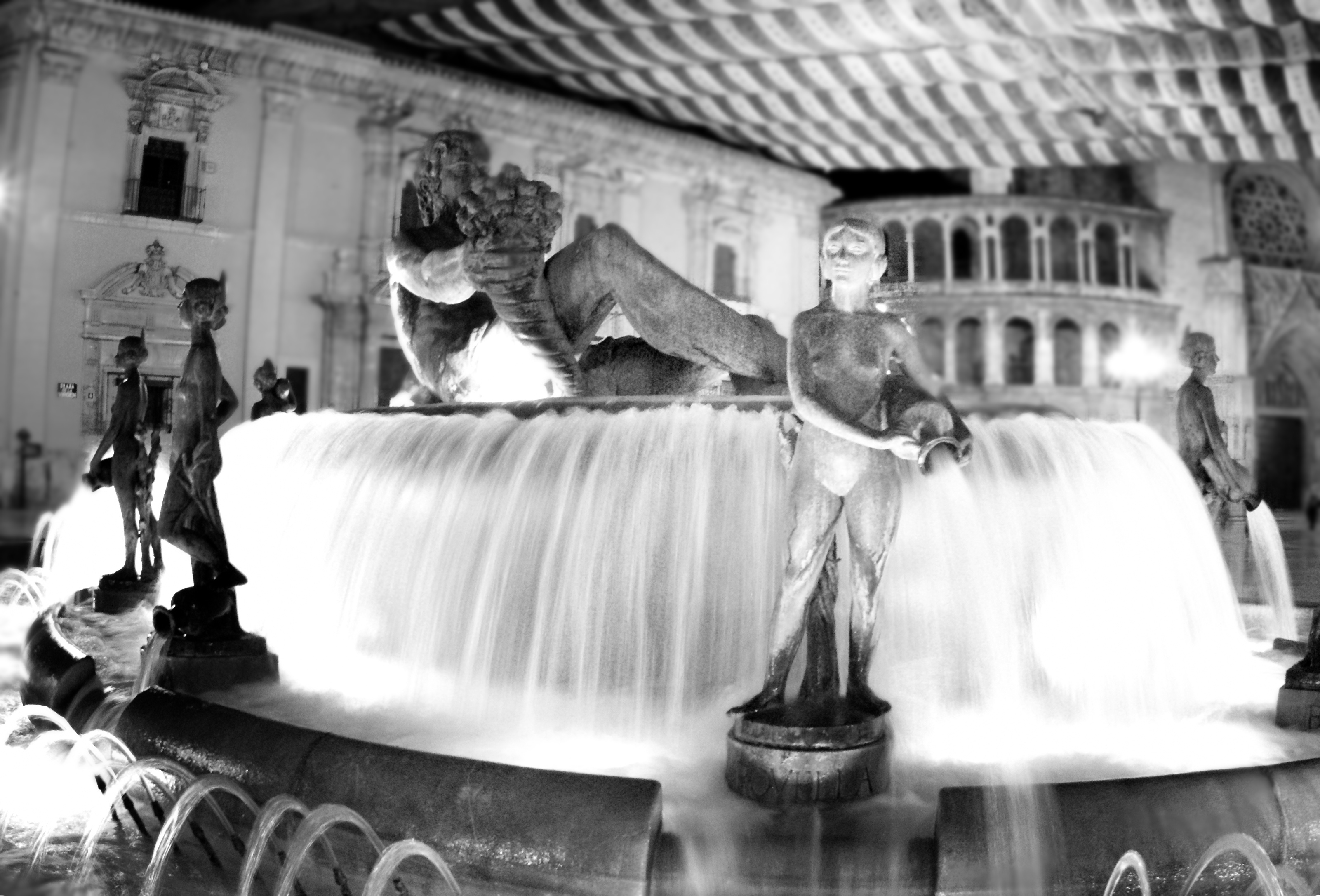
La fuente del Turia

En relación con el Tribunal de las Aguas, en la mitad norte de la plaza se encuentra la Fuente del Turia, una representación alegórica en bronce, del río Turia, rodeado por ocho figuras femeninas, desnudas y con tocado de labradoras valencianas, que representan a las ocho acequias principales que irrigan la Vega de Valencia (Quart, Benáger y Faitanar, Acequia de Tormos, Mislata, Mestalla, Favara, Rascaña y Rovella). La fuente es obra del escultor Manuel Silvestre Montesinos (Silvestre de Edeta) y fue inaugurada en 1976.
Los distintos accesos de la plaza son:
- Por el norte: la calle de Navellos -donde se encuentra el Palacio de Benicarló, sede de las Cortes Valencianas-, que la une con el antiguo cauce del río Turia, hoy ocupado por el Jardín del Turia.
- Por el sur: la calle del Miguelete, que bordea la Catedral y une la Plaza de la Virgen con la Plaza de la Reina.
- Por el oeste: la calle de Caballeros -antiguo lugar de residencia de la nobleza local, que la une con la Plaza del Tossal.
- Por el este: la pequeña Plaza de los Coros de la Virgen, que la enlaza con la calle del Almudín, donde se encuentra el antiguo almudín, hoy Museo del Almudín.

## Historia

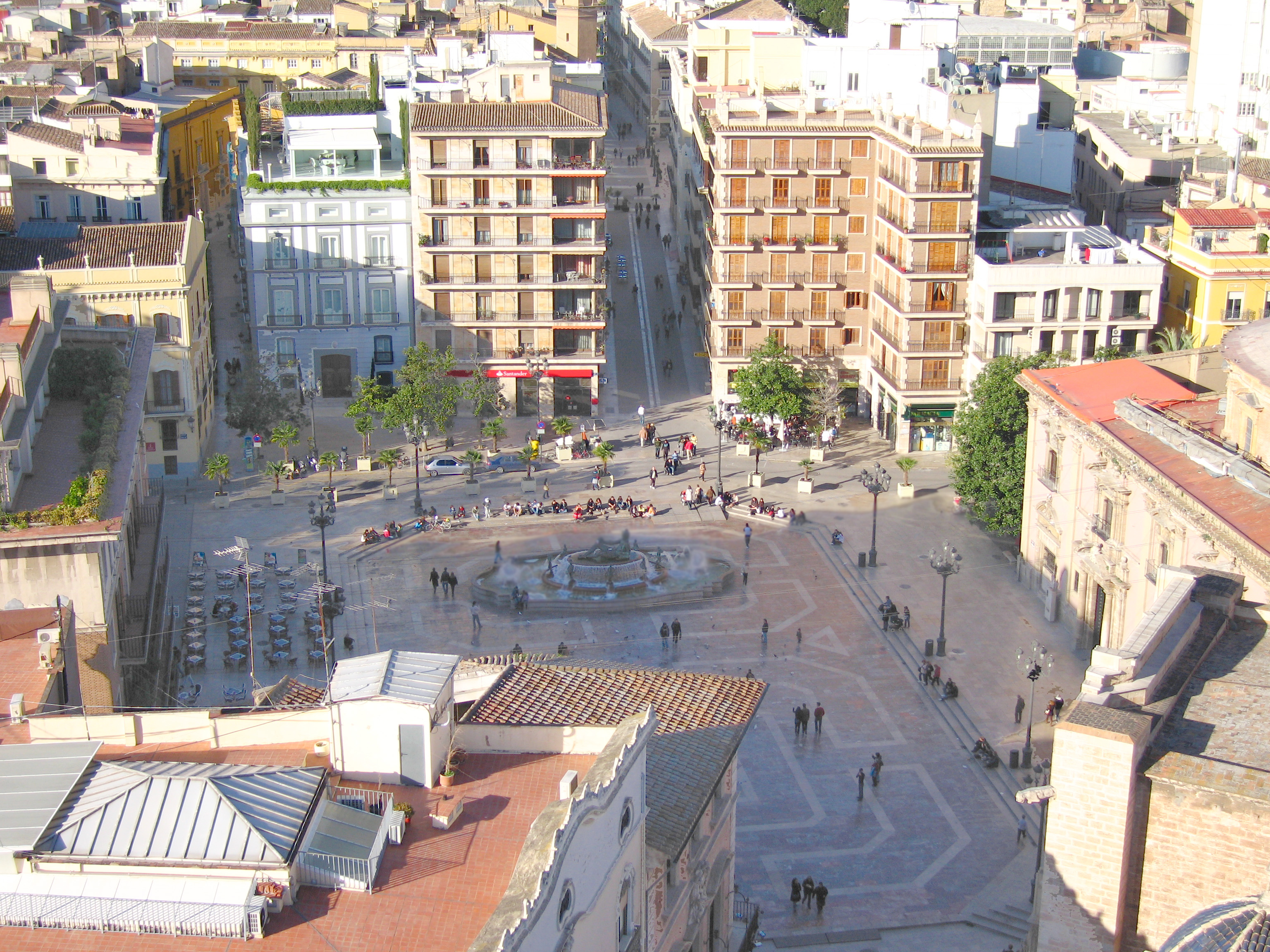
Vista desde el Miguelete

El origen de la Plaza de la Virgen se remonta al foro de la época romana, situado en la confluencia de las dos grandes vías propias de toda ciudad romana: el cardo, que se correspondería aproximadamente con la actual calle de San Vicente Mártir, y el decumano, correspondiente a la posterior calle de Caballeros.

## Acontecimientos destacados
La plaza, como centro importante de la vida de la ciudad, acoge distintos acontecimientos reseñables:
- Las reuniones semanales del Tribunal de las Aguas, ante la Puerta de los Apóstoles de la catedral. Este tribunal consuetudinario se reúne cada jueves para dirimir los conflictos entre los regantes de la Vega de Valencia por el uso del agua de las acequias.

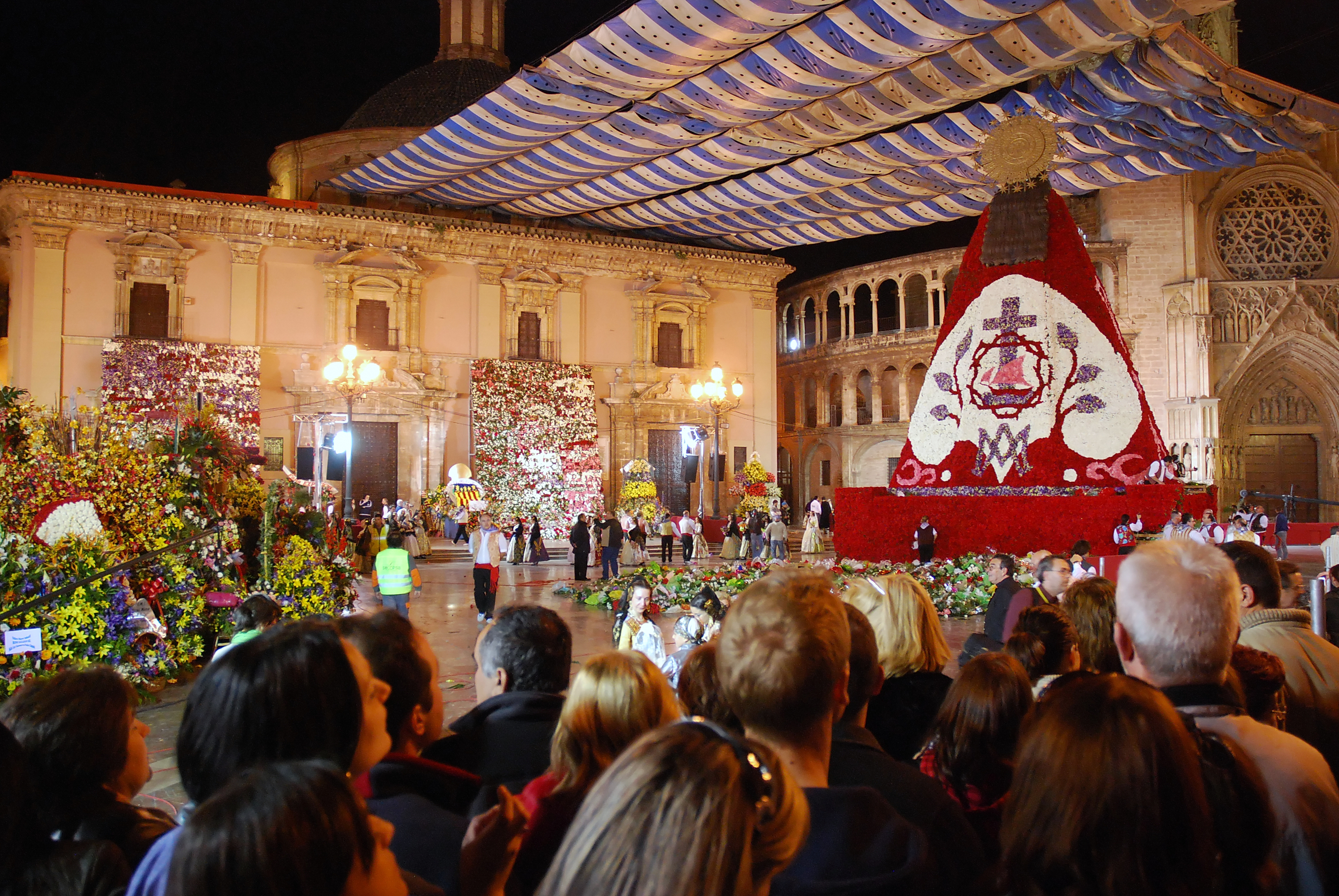
La plaza durante la ofrenda floral

- La Ofrenda de flores a la Virgen de los Desamparados que tiene lugar cada año durante las Fallas. En la plaza se instala una gigantesca imagen de la virgen con el niño Jesús, cuyo manto es confeccionado con las flores traídas por los falleros de todas las comisiones falleras, que desfilan ante el monumento durante la tarde-noche de los días 17 y 18 de marzo.
- La exposición de las «rocas» o carros que toman parte en la procesión del Corpus Christi. Cada año, las rocas salen de la Casa de las Rocas, donde son custodiadas durante todo el año, para quedar expuestas días antes de la procesión en la Plaza de la Virgen.